# 扬内·古斯塔夫松
扬内·古斯塔夫松（瑞典語：Janne Gustafsson，1883年5月2日—1942年9月24日），瑞典男子射击运动员。他曾代表瑞典参加1908年夏季奥林匹克运动会射击比赛，获得男子团体300米步枪三姿银牌。